# Gonfalonijer
Gonfalonijer (tal. gonfaloniere) (od talijanske riječi gonfalone = gradska zastava, gradski simbol) dakle zastavnik, bila je visokoprestižna dužnost u srednjovjekovnim talijanskim gradovima - državama, osobito u Firenci i Papinskoj državi
Gonfalonijere su imale i druge talijanske komune u Sjevernoj Italiji od Spoleta do Pijemonta.

## Gonfalonijer u Firenci
U Firenci se ta dužnost zvala Gonfaloniere di Giustizia (zastavnik pravde). To je bio jedan od devet građana, izabran ždrijebom svaka dva mjeseca, koji su formirali vladu zvanu signorija. Gonfaloniere di Giustizia je bio privremeni nositelj i čuvar gradske zastave, koju je za svečanosti nosio na križnoj motki. Gonfaloniere di Giustizia se i odjećom razlikovao od svojih osmero kolega - nosio je crveni kaput, postavljen skupim hermelinom, bogato opšiven i ukrašen zlatnim zvijezdama. Svaka četvrt u Firenci je imala svog starješinu (priore) koji je mogao biti biran u signoriju (gradsko vijeće) i svog  „komunalnog zastavnika“ (gonfaloniere di compagnia) kojeg su birale najprominentije obitelji iz te četvrti.
U Firenci je funkcija zastavnika pravde (Gonfaloniere di Giustizia) utemeljena 1289. godine.gonfalonier je bio zapovjednik jedinice od 1000 naoružanih vojnika koji su trebali braniti dužnosnike Republike Firence od magnatskih oružanih milicija te čuvati red i mir. Od 1293. gonfalonijer je bio predsjednik vijeća gradskih priora,a nakon 1306. sve do kraja principata predsjednik civilne vlasti.Od Medicija sve do 1860., gonfalonijeri su bili premijeri toskanskih gradova.

## Gonfalonier u Papinskoj državi
U Papinskoj državi crkveni ili papinski zastavnik (talijanski: Gonfaloniere della Chiesa, latinski: Vexillifer Ecclesiae) bila je vojnička i politička dužnost. Njeno podrijetlo je iz 1274.iz papinske vojske kad su gonfalonijeri nosili zastavu u borbi. Vremenom je ta dužnost postala većinom ceremonijalna i politička.

## Vanjske poveznice
- Gonfalone, na portalu treccani.it (tal.)